# JavaScript Object Notation
JavaScript Object Notation (JSON ˈdʒeɪ·sən) è un formato per lo scambio dati basato sul linguaggio di programmazione JavaScript (ECMA-262).
È utilizzato in programmazione web come alternativa al formato XML.
Originariamente descritto nella RFC 4627, è diventato uno standard ECMA nel 2013 come ECMA-404. Nel 2017 è stata pubblicata una seconda edizione del formato che costituisce la base dello standard ISO/IEC 21778.

## Caratteristiche
La semplicità di JSON format ne ha decretato un rapido utilizzo specialmente nella programmazione in AJAX. Il suo uso tramite JavaScript è particolarmente semplice, infatti l'interprete è in grado di eseguire il parsing di una stringa che ne rappresenti un valido contenuto tramite la funzione JSON.parse(). Questo lo ha reso velocemente molto popolare a causa della diffusione della programmazione in JavaScript nel mondo del Web.
I tipi di dati supportati da questo formato sono:
- booleani (true e false);
- interi, numeri in virgola mobile;
- stringhe racchiuse da doppi apici (");
- array (sequenze ordinate di valori, separati da virgole e racchiusi in parentesi quadre []);
- array associativi (sequenze coppie chiave-valore separate da virgole racchiuse in parentesi graffe);
- null.

La maggior parte dei linguaggi di programmazione possiede un typesystem molto simile a quello definito da JSON per cui sono nati molti progetti che permettono l'utilizzo di JSON con altri linguaggi quali, per esempio: ActionScript, C, C#, Adobe ColdFusion, Common LISP, Delphi, E, Erlang, Java, JavaScript, Lua, ML, Objective Caml, Perl, PHP, Python, REBOL, Ruby e Rust.
Uno stream JSON dovrebbe avere un'intestazione HTTP Content-Type: application/json.
Fra i primi utilizzatori di JSON si trova Yahoo!, dal 2005.

### Relazione con altri linguaggi di markup
Il JSON è un formato di interscambio di dati, ed è spesso comparato con l'XML che però è un linguaggio di markup. Entrambi non hanno un sistema di rappresentazione dei dati binari, per cui è compito del programmatore adottare convenzioni appropriate (per esempio Base64) per convertire i dati binari in forma testuale.
Alcune delle limitazioni di JSON sono coperte da YAML.

### Formato
Il seguente esempio rappresenta i dati di un'ipotetica persona in formato JSON:
```
{

	
"name"
:
 
"Mario"
,

	
"surname"
:
 
"Rossi"
,

	
"active"
:
 
true
,

	
"favouriteNumber"
:
 
54
,

	
"birthday"
:
 
{

		
"day"
:
 
1
,

		
"month"
:
 
1
,

		
"year"
:
 
2000

	
},

	
"languages"
:
 
[
 
"it"
,
 
"en"
 
]

}

```

## Utilizzi

### In JavaScript
Segue un semplice esempio di richiesta AJAX in JavaScript, ad un URL che risponda con dati JSON.
```
var
 
httpRequest
 
=
 
new
 
XMLHttpRequest
();

// callback

httpRequest
.
addEventListener
(
 
'load'
,
 
function
 
()
 
{

	
// parse della risposta (si presume sia in formato JSON)

	
var
 
data
 
=
 
JSON
.
parse
(
 
this
.
responseText
 
);

	
// fare qualcosa con i dati

	
console
.
log
(
 
data
 
);

}
 
);

// inizializzazione e invio

httpRequest
.
open
(
 
'GET'
,
 
'https://it.wikipedia.org/w/api.php?action=query&prop=info&titles=Pagina+principale&format=json'
 
);

httpRequest
.
send
();

```

Applicazioni Mobili
Per far comunicare il back-end all'applicazione mobile è possibile inviare i dati attraverso il protocollo HTTP in formato JSON.

## Supporto

### In JavaScript
Tra i browser senza il supporto a JSON.parse() si citano alcune versioni, principalmente precedenti al 2009, in ordine alfabetico:
- Internet Explorer precedente alla versione 8
- Mozilla Firefox precedente alla versione 3.5
- Safari precedente alla versione 4

Un gran numero di librerie semplificarono l'utilizzo del formato JSON per effettuare richieste Ajax. Si citano JQuery ed AngularJS.
Storicamente vi fu un'indiscriminata adozione del metodo eval() al posto di JSON.parse() dato che questi due metodi sono apparentemente interscambiabili. Il metodo eval() però non fornisce alcuna protezione da input arbitrario e può portare a serie vulnerabilità.
Si cita il supporto a XMLHttpRequest in ordine cronologico:
- Mozilla Firefox 3.5 (2009)
- Google Chrome 7 (2010)
- Safari 5 (2010)
- Internet Explorer 10 (2012)
- Safari e Google Chrome per iOS 5.1 (2012)

#### Altre metodologie di supporto
Vi sono altri modi ormai obsoleti per ottenere stream JSON, per esempio l'uso dell'elemento <iframe> o di form come <form action="url_to_cgi_script" target="name_of_hidden_iframe">. Questi approcci erano largamente usati prima dell'ampio supporto dell'oggetto XMLHTTPRequest.
Anche il tag <script> può essere usato per ottenere dati JSON. Questo permette di superare alcune limitazioni che sorgono con l'utilizzo di XMLHTTPRequest ma a discapito della sicurezza.